# Nekton

Marines Nekton: Ein Schwarm Atlantischer Heringe (Clupea harengus) auf Wanderung zu den Laichplätzen in der Ostsee. Die hohe Geschwindigkeit kann über mehrere Tausend Kilometer durchgehalten werden. Einige Wissenschaftler sind der Meinung, dass die Fortbewegung in geschlossenen Gruppen eine Verringerung des Energieverbrauchs bewirkt.

Unter Nekton (zu altgriechisch νηκτόν nekton, deutsch ‚das Schwimmende‘, ‚die Schwimmkraft‘) versteht man die „Schwimmwelt“, d. h. die Gesamtheit der pelagischen Tiere in Ozeanen und Binnengewässern, die zu einer kontrollierten Horizontalbewegung fähig ist, also zu einem aktiven, strömungsunabhängigen Schwimmen. Das Adjektiv ist vom Wortstamm (nekt-) zu bilden und lautet daher korrekt „nektisch“, man findet aber ebenso, auch in wissenschaftlicher Literatur, die Form „nektonisch“.
Der Terminus „Nekton“ wurde 1890 von Ernst Haeckel in seinem Buch Plankton-Studien eingeführt, als Pendant zum Begriff Plankton.

## Einführung
Ein Gewässer lässt sich in verschiedene Lebensräume (Biotope) gliedern: Das Benthal, also den Boden- bzw. Uferbereich und die sich daran anschließende Zone des freien Wassers, das Pelagial. Die Bewohner des Pelagials lassen sich wiederum nach dem Grad an Eigenbeweglichkeit in zwei Gruppen einteilen.
Das Nekton stellt den einen Teil der Lebensgemeinschaft (Biozönose) im Pelagial, also dem ufer- und bodenfernen Bereich dar.
Das Nekton stellt die überwiegende Zahl der Konsumenten oberster Ordnung des Nahrungsnetzes im jeweiligen Biotop.
Manche Organismen, mehrheitlich im Meer, wechseln im Verlauf ihrer Entwicklung zwischen den Lebensräumen. Diese als Meroplankton bezeichneten Organismen gehören nur mit ihren pelagischen Driftstadien (Eier, Larven) dem Plankton an, später nehmen sie eine benthische (beispielsweise Muscheln) oder nektische Lebensweise (bei vielen Fischarten) an.

## Abgrenzung
Den anderen Teil des Pelagials bilden die Lebewesen des Planktons, welche meist deutlich kleiner und daher schwächer sind. Parin nahm 1986 an, dass aktives Schwimmen unabhängig von Meeresströmungen eine Körpergröße von 15–30 cm voraussetze. Kleinere Organismen sollten daher, sofern sie überhaupt dazu fähig sind, nur zu einer unwesentlichen Eigenbewegung in der Lage sein und somit zu keiner zielgerichteten horizontalen Fortbewegung. Die Annahme, die Körpergröße von etwa 15 cm als Kriterium zur Unterscheidung einer Zugehörigkeit zu Plankton oder Nekton heranzuziehen, erwies sich jedoch aus zwei Gründen als ungeeignet:
1. Auch sehr kleine Fische wie das Moderlieschen mit einer Körperlänge von nur 1,5 cm können sich entgegen der Wasserströmung bewegen.[2]
2. Das Plankton enthält auch Riesenformen (Mega(lo)plankton).

Die Aufteilung mancher Tiere auf einen der beiden Lebensräume kann von ihrem Entwicklungsstadium abhängen, die als Larven dem Plankton zuzuordnen sind.

## Nektische Organismen

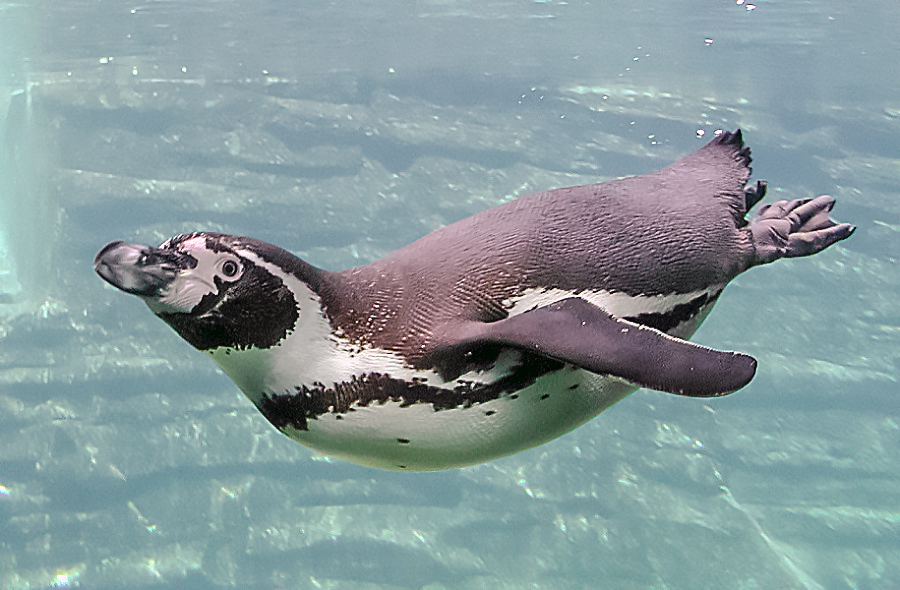
Humboldt-Pinguine (Spheniscus humboldti) jagen im flachen Wasser vor der Westküste Südamerikas (Zoo-Aufnahme).

Neben den Wirbeltieren (Fische, Meeressäuger und Reptilien sowie einige aquatische Vogelarten) haben nur zwei weitere Stämme, die Gliederfüßer (langschwänzige Zehnfußkrebse (Decapoda)) und die Weichtiere (Coleoidea (Kopffüßer)) nektische Formen hervorgebracht. Das Größenspektrum reicht vom Zentimeterbereich – von Bedeutung ist hier besonders das so genannte Mikronekton von 2 bis 20 cm – bis zum etwa 30 m langen Blauwal. Die Fische des Süß- und Meerwassers nehmen innerhalb des Nektons eine dominierende Stellung ein. Sie bilden die artenreichste Gruppe (Taxon) und, gemeinsam mit den Kopffüßern, den größten Teil der Biomasse des Nektons.
Das Nekton ist außerordentlich divers und kommt in allen Klimazonen vor. Im Folgenden wird eine Übersicht mit Beispielen aus verschiedenen pelagischen Zonen und zoogeographischen Regionen gegeben. Dabei ist zu beachten, dass Lebewesen als marin gelten, wenn sie sich überwiegend in Meeresumgebung aufhalten und zugleich Teil der marinen Nahrungskette sind. Eisbären beispielsweise verbringen den Großteil ihres Lebens auf dem Meereis. Da sie zudem ausgezeichnete Schwimmer sind, zählen auch sie zum Nekton.

### Im Meer

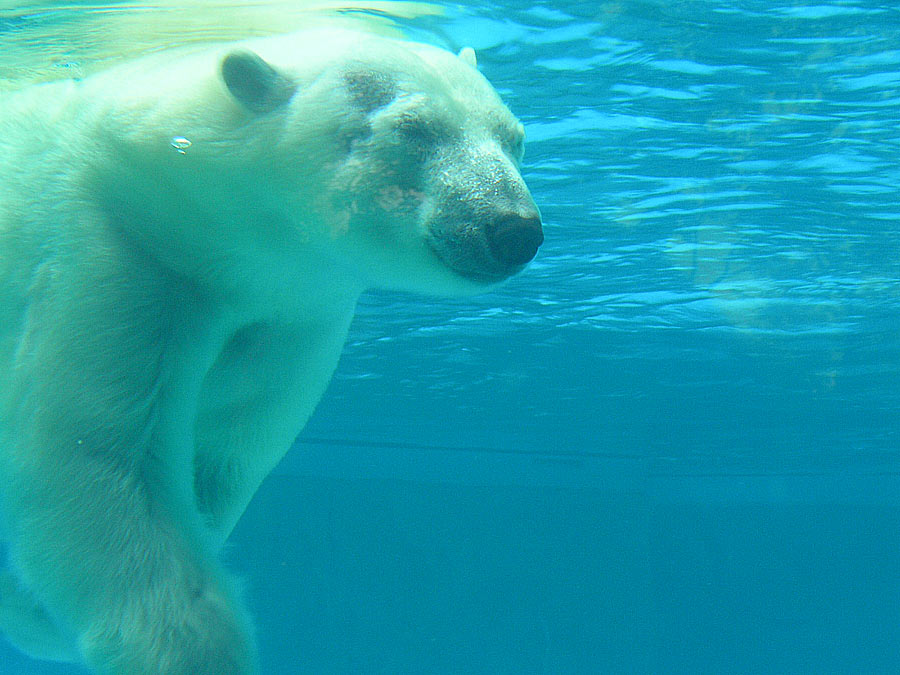
Tauchender Eisbär (Zoo-Aufnahme)

- Weichtiere (dibranchiate Kopffüßer (Coleoidea), beispielsweise das Perlboot Nautilus spec.)
- Krebstiere (einige wenige Arten der zu den langschwänzigen Zehnfußkrebsen gehörenden Garnelen sind nektisch)
- Wirbeltiere
  - Rundmäuler (Schleimaale, Neunaugen)
  - Fische (Beispiele: Thunfisch, Walhai, Makrele)
  - Reptilien (Meeresschildkröten, Seeschlangen, Meerechse, Salzwasserkrokodil)
  - Vögel (Beispiele: Pinguine, Lummen, Tölpel)
  - Meeressäuger (Wale, Robben, Seeotter, Seekühe, Eisbär)

### In Binnengewässern
- Wirbeltiere
  - Rundmäuler (Bachneunauge)
  - Fische
  - Amphibien
  - Reptilien (Beispiele: aquatische Schildkröten, Krokodile)
  - Vögel (Beispiele: Kormoran, Eistaucher)
  - Säugetiere (Beispiele: Biber, Otter, Flussdelfine und mehrere Arten eigentlicher Delfine, die auch in Flüsse aufsteigen)

## Anpassungen
Die meisten nektischen Arten sind räuberische Fleischfresser. Diese Lebensweise erfordert die Fähigkeit zur schnellen Fortbewegung und eine Reihe entsprechender analoger Anpassungen, die sich bei den verschiedenen Taxa im Laufe ihrer Stammesgeschichte (Evolution) unabhängig voneinander entwickelten (Konvergenz). Solche Anpassungen an schnelles Schwimmen stellt vor allem die Entwicklung eines stromlinienförmigen Körpers zur Reduzierung des Strömungswiderstandes und damit der Reibung dar. Für rasches Vorankommen haben Fische und Wale unpaarige Flossen entwickelt (Schwanzflosse/Fluke), dazu eine stabilisierende (Rückenflosse/Finne) und paarige Brustflossen, die der Steuerung dienen. Bewohner des Benthals, das Benthos, sind hingegen oft langsamer, denn ihre Beute besteht vornehmlich aus sich ebenfalls langsam bewegenden oder am Substrat festsitzenden (sessilen) Organismen.

## Entwicklung
Historische Untersuchungen der frühen phanerozoischen marinen Diversität auf Gattungsebene zeigen eine explosive Ausweitung des Meereslebens bis zum späten Ordovizium, gefolgt von einer Phase des erratischen Niedergangs, die bis zum Ende des Paläozoikums andauert, während eine jüngere Analyse die Dauer dieser frühen Entfaltung des Lebens bis ins Devon vorverlegt. Im Devon ereignete sich eine „nektonische Revolution“, die erstmalige und rasche Besetzung des freien Wasserraums durch Tiere. Wahrscheinlich wurden bodenlebende und nektonische Lebensweisen gefördert durch die Konkurrenz innerhalb der besetzten benthischen Lebensräume sowie der Verfügbarkeit von reichlich vorhandener planktischer Nahrung.